# Gespanschaft
Gespanschaft [ɡəˈʃpaːnʃaft] ist die historische Bezeichnung für Verwaltungseinheiten in Südosteuropa. Es ist dem ungarischen ispánság entlehnt, welches wiederum auf dem slawischen župa (serbisch und kroatisch županija) beruht. Im Ungarischen bezeichnet der Begriff die Komitate (auch „Grafschaften“), die auch mit einem magyarischen Begriff als megye oder vármegye bezeichnet wurden.

## Historische Bezeichnung
Eine župa war ursprünglich die slawische Bezeichnung eines gemeinsam siedelnden Verwandtschaftsverbands. Im Frühmittelalter wurde župa als Bezeichnung für kleinräumige Territorialeinheiten mit unterschiedlichen Funktionen bei den West- und Südslawen verwendet (Slowenen, Daleminzer, Nisaner, Großmähren, Polen, Böhmen, Bulgaren, Kroaten, Serben, Bosnier). In vielen Gebieten, insbesondere in Serbien und Kroatien, wurde der Begriff während des gesamten Mittelalters verwendet. Der Vorsteher einer župa hieß stets župan (dt. „Gespan“).
Etwa um das Jahr 1000 wurden Gespanschaften – vor allem nach dem Vorbild Großmährens – als regionale Verwaltungseinheiten auch im neu entstandenen Königreich Ungarn errichtet. Auf Deutsch werden sie vor allem für die Zeit des Mittelalters zumeist als Komitate (aus dem lateinischen comitatus) bezeichnet. In den zeitgenössischen lateinischen Texten werden zunächst diverse Namen verwendet, seit dem 13. Jahrhundert jedoch ausschließlich die Form comitatus. Die ungarischen Bezeichnungen lauteten u. a. vármegye, seltener auch ispánság. Der Vorsteher hieß ispán, seit dem 15. Jahrhundert főispán (dt. in der Regel Gespan; seit dem 15. Jahrhundert Obergespan). Die lateinische Bezeichnung lautete stets comes, anfangs jedoch mit diversen Zusätzen, da der lateinische Ausdruck comes („Fürst, Graf“) zunächst auch für verschiedene Adelstitel eingesetzt wurde. Die ungarische Bezeichnung vármegye bedeutet – wörtlich übersetzt – so viel wie Burg-Bereich, Burg-Gebiet.

## Moderne Bedeutung
Drei Nachfolgestaaten des Königreichs Ungarn haben die traditionelle Bezeichnung beibehalten.
- In der Republik Kroatien heißen die Bezirke weiterhin županija (Gespanschaft) und ihr Vorstand župan (Gespan).
Siehe auch: Verwaltungsgliederung Kroatiens
- Die Erste Slowakische Republik (1939–1945) war in sechs Gespanschaften unterteilt. In der heutigen Slowakei werden die alten Begriffe župa (Gespanschaft) bzw. župan (Gespan) manchmal als Alternativbezeichnungen für die samosprávny kraj (Einzahl), Mehrzahl samosprávne kraje  (Selbstverwaltungs-Bezirke) bzw. ihre Vorsteher verwendet.
Siehe auch: Verwaltungsgliederung der Slowakei
- Im modernen Ungarn heißen die Verwaltungsbezirke nunmehr vármegye, werden aber heute (wieder) ins Deutsche zumeist mit Komitat übersetzt.
Siehe auch: Liste der historischen Komitate Ungarns und Liste der Komitate Ungarns
- In Slowenien hat sich die Bedeutung dagegen gewandelt. Als župan wird der Bürgermeister bezeichnet.
- Die Erste Tschechoslowakische Republik war von 1920 bis 1927 in 21 župy (Gespanschaften) unterteilt.[2]